# Ansgar Knauff
Ansgar Knauff (sinh ngày 10 tháng 1 năm 2002) là một cầu thủ bóng đá người Đức thi đấu ở vị trí tiền vệ cho câu lạc bộ Eintracht Frankfurt theo dạng cho mượn từ Borussia Dortmund.